# Земун пајратси
Пајратси Земун су клуб америчког фудбала из Земуна у Србији. Основани су 2013. године и своје утакмице играју на стадиону ОШ Сутјеска. Такмиче се тренутно у Првој лиги Србији, другом рангу такмичења - Група Југ. До 2012. године тим је наступао под именом „Горштаци“.